# 隱岩
67°57′S 44°47′E / 67.950°S 44.783°E
隱岩（英語：Kakure Rocks），是南極洲的岩石，位於毛德皇后地的奧拉夫王子海岸，處於新南冰川東岸，根據日本探險隊的測量和拍攝的空中照片繪入地圖，現時由南極條約體系管理。

## 外部連結
- . . United States Geological Survey.   [2013-04-12].
- 本条目引用的公有领域材料来自美国地质调查局的文档《隱岩》 （資料來自地名信息系统）。